# Beriev A-100

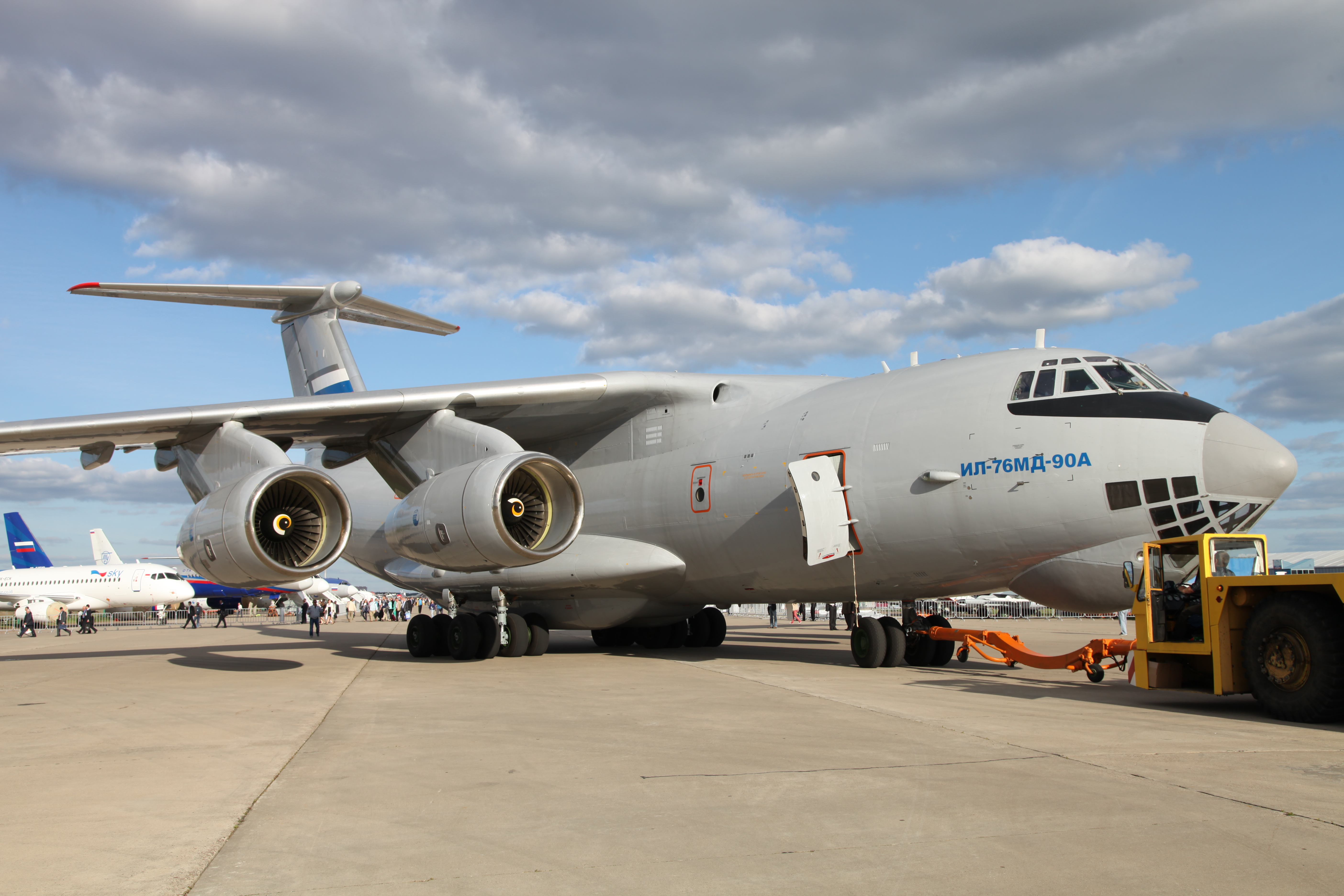
El avión Ilyushin Il-76 MD-90A (Il-476), en el que se basa el Beriev A-100

El Beriev A-100 es un avión de alerta y control aerotransportado (AEW&C) de fabricación rusa, que se basa en el avión de transporte militar Il-76MD-90A. Este avión se ha diseñado para sustituir al Beriev A-50 en el servicio de las Fuerzas Aeroespaciales de Rusia. Su aviónica y su configuración serán parecidas a las del A-50U, pero con un nuevo radar de antena activa en fase Vega Premier. 

## Diseño y desarrollo
El A-100, también llamado Izdeliye PM, es un avión de alerta y control aerotransportado (AEW&C) ruso que se prevé que complemente y sustituya a los actuales Beriev A-50. Vega Radio Engineering Corporation firmó el contrato de desarrollo en 2006.  El A-100 se basa en el Il-76MD-90A (Il-476) mejorado, que tiene nuevos motores turbofan PS-90A-76, un 15% más potentes que los D-30KP del Il-76. El A-100 tendrá una forma externa similar a la del A-50, con el radar principal en una cúpula giratoria sobre el fuselaje, sostenida por dos soportes. El radar Vega Premier AESA del domo tendrá control electrónico de la elevación y rotará el domo para controlar el acimut. El domo girará cada 5 segundos, lo que mejorará la capacidad del radar para seguir objetivos rápidos. El A-100 también tendrá un nuevo sistema de guerra electrónica, un nuevo sistema de navegación y nuevos sistemas de comunicación, con una antena de comunicación por satélite.
Puede detectar objetivos aéreos a más de 370 millas (595,5 km) de distancia y buques de guerra a casi 250 millas (402,3 km) lejos. 
Se utiliza un laboratorio de vuelo, denominado A-100LL y basado en una estructura de avión A-50, para probar el funcionamiento de los sistemas del A-100 y ayudar con su concepción. Voló por primera vez el 21 de abril de 2017.
En abril de 2020, una fuente de la industria militar rusa dijo que las Fuerzas Aeroespaciales de Rusia comenzarán a recibir el nuevo Beriev A-100 en 2024, para complementar y eventualmente reemplazar los aviones Beriev A-50 y A-50U AEW existentes. 
El 9 de febrero de 2022, el A-100 realizó su primer vuelo con el radar encendido. 

## Especificaciones (Il-476)
Características generales:
- Longitud: 46,59 m
- Envergadura: 50,5 m
- Altura: 14,76 m
- Superficie alar: 300 m²
- Planta motriz: 4 motores turbofán

Rendimiento
- Velocidad máxima: 900 km/h